# 기리타니 마쓰리
기리타니 마쓰리(일본어: 桐谷 まつり, 1996년 8월 15일~)는 일본의 AV 여배우이다. 2018년 DMM 어덜트 어워드에서 최우수 여배우상에 후보에 올랐다.